# Rio Makhaleng
O rio Makhaleng é um rio do oeste do Lesoto, com cerca de 190 km que nasce nas Montanhas Maluti e flui na direção sudoeste, para se juntar ao rio Orange na fronteira com a África do Sul, passando pela Província do Estado Livre e a ponte Makhaleng.